# 角南範子
角南 範子（すなみ のりこ、1964年〈昭和39年〉1月26日 - ）は、神奈川県出身の女優、タレント。ケイエムシネマ企画所属。

## 人物
夫は俳優である日野陽仁。
趣味は、映画鑑賞、編み物、ジャズバレエ、クラッシックバレエ。
取得資格は英検2級。

## 出演

### テレビドラマ
- 未来戦隊タイムレンジャー（2000年、テレビ朝日系） - エミリの母 役
- 月曜ミステリー劇場（TBSテレビ系）
  - 上条麗子の事件推理3（2003年） - 沢野登美子 役
  - 自治会長・糸井緋芽子社宅の事件簿6（2005年） - 米田聡子 役
- 金曜ドラマ 専業主婦探偵〜私はシャドウ 第4話（2011年11月11日、TBSテレビ系） - 小沼恵美子 役[5]
- BS時代劇 陽だまりの樹（2012年、NHK BSプレミアム） - おつねの母 役
- Answer〜警視庁検証捜査官（2012年、テレビ朝日系）- 小暮の妻、写真出演のみ
- 連続ドラマW 罪と罰 A Falsified Romance（2012年、WOWOW） - 島津敦子 役
- 火曜10時枠 サキ 第9話（2013年3月5日、フジテレビ系） - 美幸 役[6]
- プレミアムドラマ 神様のボート（2013年3月10日 - 24日、NHK BSプレミアム）[7]
- 木曜ドラマ DOCTORS2〜最強の名医〜 第1話（2013年7月11日、テレビ朝日系） - 大島加代 役
- 木曜ドラマ劇場 Dr.DMAT（2014年、TBSテレビ系） - 江上明日香の母 役
- 日曜劇場 ごめんね青春!（2014年、TBSテレビ系） - 阿部あまりの母 役
- 月9 恋仲（2015年、フジテレビ系） - 三浦佐枝 役
- 超限定能力（2015年12月21日、フジテレビ） - 秋山百合子 役
- 水曜ドラマ（日本テレビ系）
  - 母になる（2017年） - 石川のりこ 役
  - 私たちはどうかしている（2020年） - 角倉正彦の母 役
  - 家庭教師のトラコ（2022年） - 福田幸子 役
  - コタツがない家 第3話・第8話（2023年11月1日・12月6日）[8][9] - 八塚志乃 役
  - 恋は闇 第1話（2025年4月16日） - 花邑百合子宅の近隣住民 役[10]
- 木ドラ25 100万円の女たち（2017年、テレビ東京系） - 道間和代 役
- 火曜ドラマ 恋はつづくよどこまでも（2020年、TBSテレビ系） - 柳美恵子 役
- 土曜ドラマ9 行動心理捜査官・楯岡絵麻 Season2 最終話（2020年5月30日、BSテレビ東京 / 2022年9月14日、テレビ東京系） - 柳瀬祥子 役
- 明治ドラマスペシャル ずんずん!（2021年4月16日、テレビ朝日系） - 佐伯朋美 役
- 男コピーライター、育休をとる。（2021年、WOWOW） - 魚返愛子の母 役
- ドラマ24 今夜すきやきだよ（2023年、テレビ東京系） - 太田恵 役
- 侵入者たちの晩餐（2024年1月3日、日本テレビ系）
- 木曜劇場（フジテレビ系）
  - Re:リベンジ-欲望の果てに-（2024年）
  - わたしの宝物（2024年） - 神崎宏樹の母 役
- 特捜9 final season 第7話（2025年5月21日、テレビ朝日系） - 養護施設施設長 役[11]
- 大追跡〜警視庁SSBC強行犯係〜 第3話（2025年7月23日、テレビ朝日系）[12] - 持田弥生 役

### 映画
- いぬのえいが（2005年） - 美香の母 役
- DIVE!!（2008年） - 坂井恵 役
- でーれーガールズ（2015年） - 篠山みずのの母 役
- 仮面ライダーアマゾンズ THE MOVIE 最後ノ審判（2018年）
- 星に語りて～Starry Sky～（2019年） - 新藤あつ子 役